# Chūgoku-Autobahn
Die Chūgoku-Autobahn (jap. 中国自動車道, Chūgoku Jidōshadō) ist eine wichtige Autobahn in Japan und durchquert die japanische Hauptinsel Honshū von Suita bis Shimonoseki. Seit der Einführung von Autobahnnummern im Jahre 2017 bildet sie das mit weitem Abstand längste Teilstück der E2A.
Die 540,1 km lange Autobahn wird von der westjapanischen Autobahnbetreibergesellschaft Nishi-Nihon Kōsokudōro K.K. (engl. West Nippon Expressway Co., Ltd., NEXCO) betrieben und ist als „Nationale Hauptstrecke“ (Kokkandō, kurz für 国土開発幹線自動車道, kokudo kaihatsu kansen jidōshadō) klassifiziert. Die Teilstücke von Shimonoseki nach Yamaguchi und von Kōbe nach Suita bilden außerdem Abschnitte des Asian Highway 1.

## Anschlussstellen(Interchange)
Suita (1) – Chūgoku-Toyonaka (2) – Chūgoku-Ikeda (2) – Takarazuka (3) – Nishinomiya-Kita (5) – Kōbe-Sanda (5-2) – Yoshikawa (7) – Hyōgo-Tōjō (7-1) – Takinoyashiro (8) – Kasai (8-1) – Fukusaki (9) – Yamazaki (10) – Sayō (11) – Sakutō (11-1) – Mimasaka (12) – Tsuyama (13) – Innoshō (14) – Ochiai (16) – Hokubō (18) – Niimi (19) – Tōjō (20) – Shōbara (21) – Miyoshi (22) – Takata (23) – Chiyoda (25) – Togōchi (27) – Yoshiwa (28) – Muikamachi (29) – Kano (30) – Tokuji (31) – Yamaguchi (32) – Ogōri (34) – Mine (35) – Mine-Nishi (35-1) – Ozuki (36) – Shimonoseki (37)

## Verlauf
- Präfektur Osaka
  - Suita – Toyonaka – Ikeda
- Präfektur Hyōgo
  - Kawanishi – Takarazuka – Itami – Nishinomiya – Kōbe – Miki – Katō – Kasai – Himeji – Shisō
- Präfektur Okayama
  - Mimasaka – Tsuyama – Maniwa – Niimi
- Präfektur Hiroshima
  - Shōbara – Miyoshi – Akitakata – Hiroshima – Hatsukaichi
- Präfektur Yamaguchi
  - Iwakuni
- Präfektur Shimane
  - Yoshika
- Präfektur Yamaguchi
  - Shūnan – Yamaguchi – Ube – Mine – Sanyō-Onoda – Shimonoseki